# 南旺镇
南旺镇，是中华人民共和国山東省济宁市汶上县下辖的一个行政建制镇。
鲁桓公十八年（前694年），鲁桓公逝世，按照他生前的愿望，安葬于鲁国下邑阚城的凤凰岭南坡。其后的魯莊公、魯閔公、魯僖公、魯文公、魯宣公、魯成公、鲁襄公、魯昭公都葬于阙城。即鲁九公墓。他们的历代守墓者居于阙南，子孙繁衍兴旺，故其地取名南旺。
明朝永乐年间，为京杭大运河——会通河的通行，在南旺建南旺分水口。万历三十六年（1608年）建南旺社。1912年，为南旺团（乡级）。1945年，为汶上县第三区。1946年11月，中共政权划为济北县第五区。
1951年，所在为济宁县第五区（驻南旺）。1956年2月，为汶上县南旺区。1958年9月，建五星公社。同年12月，改为南旺公社。1983年10月，为南旺区。1986年2月，改为南旺镇。

## 行政区划
南旺镇下辖以下地区：
南旺壹村、南旺贰村、南旺叁村、南旺肆村、南旺东村、南旺西村、杏林村、白庄村、梁庄村、柳林闸壹村、柳林闸贰村、柳林闸叁村、柳林闸肆村、三里堡壹村、三里堡贰村、十里闸东村、十里闸南村、十里闸北村、北新庄村、坝上村、宋庄村、林庄村、田楼村、小店子壹村、小店子贰村、大店子壹村、大店子贰村、太平庄村、寺前铺壹村、寺前铺贰村、寺前铺叁村和寺前铺肆村。